# Trogloneta paradoxa
Trogloneta paradoxa là một loài nhện trong họ Mysmenidae.
Loài này thuộc chi Trogloneta. Trogloneta paradoxa được Willis J. Gertsch miêu tả năm 1960.